# Туин-Фолс (округ)
Туи́н-Фолс (англ. Twin Falls) — округ в штате Айдахо. Окружным центром является город Туин-Фолс.
Округ Твин-Фолс был образован 21 февраля 1907 года. Своё название округ получил по близлежащим водопадам на реке Снейк (англ. twin falls — «двойной водопад»).

## Население
По данным на 2010 год население округа составляло 77 230 человек. С 2000 года население увеличилось на 20,1 %.

## География
Округ Туин-Фолс расположен в южной части штата Айдахо. Его площадь составляет 4995 км², из которых 9 км² (0,18 %) занято водой. 
|        | Элмор              | Гудинг | Джером |  |
| Овайхи | север              | Каша   |        |  |
| Овайхи | Туин-Фолс          | Каша   |        |  |
| Овайхи | юг                 | Каша   |        |  |
|        | Элко (штат Невада) |        |        |  |

### Дороги
- — US 30
- — US 93
- — ID-50
- — ID-74

### Достопримечательности и охраняемые природные зоны
- Национальный памятник Хегерманские отложения ископаемых
- Национальный лесной заказник Сотут (частично)
- Водопады Шошони